# Olympische Winterspiele 2014/Teilnehmer (Belarus)
| Gelbes Symbol für Goldmedaillen mit stilisierten Olympischen Ringen | Graues Symbol für Silbermedaillen mit stilisierten Olympischen Ringen | Braundes Symbol für Bronzemedaillen mit stilisierten Olympischen Ringen |
| ------------------------------------------------------------------- | --------------------------------------------------------------------- | ----------------------------------------------------------------------- |
| 5                                                                   | —                                                                     | 1                                                                       |

Belarus nahm an den Olympischen Winterspielen 2014 in Sotschi mit 26 Athleten in fünf Sportarten teil. Fahnenträgerin der belarussischen Delegation bei der Eröffnungszeremonie trug der Freestyle-Skisportler Aljaksej Hryschyn und Darja Domratschawa trug die Flagge bei der Schlussfeier.
Mit fünf Goldmedaillen und einer Bronzemedaille erzielten die belarussischen Sportler das beste Ergebnis bei Olympischen Winterspielen. Von den fünf Goldmedaillen gewann Darja Domratschawa im Biathlon insgesamt drei. Die anderen beiden Goldmedaillen gewannen Ala Zuper und Anton Kuschnir jeweils im Arials-Wettbewerb der Freestyle-Skisportler. Die Bronzemedaille gewann Nadseja Skardsina im Biathlon-Einzel. Damit war Biathlon vor Freestyle-Skiing die erfolgreichste Sportart der belarussischen Sportler.

## Sportarten

### Biathlon
| Athleten                                                                      | Disziplin           | Zeit        | Fehler       | Rang   |
| ----------------------------------------------------------------------------- | ------------------- | ----------- | ------------ | ------ |
| Frauen                                                                        |                     |             |              |        |
| Darja Domratschawa                                                            | 7,5 km Sprint       | 21:38,6 min | 1 (1+0)      | 09     |
| Darja Domratschawa                                                            | 10 km Verfolgung    | 29:30,7 min | 1 (0+0+0+1)  | Gold   |
| Darja Domratschawa                                                            | 12,5 km Massenstart | 35:25,6 min | 1 (0+0+0+1)  | Gold   |
| Darja Domratschawa                                                            | 15 km Einzel        | 43:19,6 min | 1 (0+1+0+0)  | Gold   |
| Nastassja Dubaresawa                                                          | 7,5 km Sprint       | 22:29,7 min | 1 (0+1)      | 34     |
| Nastassja Dubaresawa                                                          | 10 km Verfolgung    | 41:01,8 min | 12 (1+4+4+3) | 56     |
| Ljudmila Kalintschyk                                                          | 7,5 km Sprint       | 22:37,8 min | 2 (1+1)      | 37     |
| Ljudmila Kalintschyk                                                          | 10 km Verfolgung    | 32:54,9 min | 2 (0+0+0+2)  | 33     |
| Ljudmila Kalintschyk                                                          | 15 km Einzel        | 48:06,2 min | 2 (0+1+0+1)  | 25     |
| Nadseja Pissarawa                                                             | 15 km Einzel        | 48:55,4 min | 3 (0+3+0+0)  | 35     |
| Nadseja Skardsina                                                             | 7,5 km Sprint       | 21:50,9 min | 0 (0+0)      | 17     |
| Nadseja Skardsina                                                             | 10 km Verfolgung    | 30:43,7 min | 1 (0+0+0+1)  | 13     |
| Nadseja Skardsina                                                             | 12,5 km Massenstart | 37:08,0 min | 2 (0+0+1+1)  | 16     |
| Nadseja Skardsina                                                             | 15 km Einzel        | 44:57,8 min | 0 (0+0+0+0)  | Bronze |
| Darja Domratschawa Ljudmila Kalintschyk Nadseja Pissarawa Nadseja Skardsina   | 4 × 6 km Staffel    | 1:11:33,4 h | 9 (1+8)      | 05     |
| Männer                                                                        |                     |             |              |        |
| Jauhen Abramenka                                                              | 10 km Sprint        | 26:55,0 min | 2 (1+1)      | 56     |
| Jauhen Abramenka                                                              | 12,5 km Verfolgung  | 39:11,5 min | 5 (0+0+4+1)  | 51     |
| Jauhen Abramenka                                                              | 20 km Einzel        | 55:38,8 min | 3 (1+1+1+0)  | 53     |
| Aljaksandr Daroschka                                                          | 20 km Einzel        | 58:27,7 min | 5 (2+0+2+1)  | 80     |
| Jury Ljadau                                                                   | 10 km Sprint        | 26:55,1 min | 2 (1+1)      | 57     |
| Jury Ljadau                                                                   | 12,5 km Verfolgung  | 39:46,2 min | 4 (1+1+0+2)  | 56     |
| Sjarhej Nowikau                                                               | 10 km Sprint        | 26:00,8 min | 0 (0+0)      | 33     |
| Sjarhej Nowikau                                                               | 12,5 km Verfolgung  | 38:59,5 min | 3 (0+1+1+1)  | 50     |
| Sjarhej Nowikau                                                               | 20 km Einzel        | 55:41,7 min | 2 (0+1+1+0)  | 54     |
| Uladsimir Tschapelin                                                          | 20 km Einzel        | 54:59,2 min | 3 (1+1+0+1)  | 49     |
| Uladsimir Tschapelin                                                          | 10 km Sprint        | 25:49,7 min | 1 (0+1)      | 29     |
| Uladsimir Tschapelin                                                          | 12,5 km Verfolgung  | 36:57,2 min | 1 (0+0+1+0)  | 41     |
| Jauhen Abramenka Jury Ljadau Sjarhej Nowikau Uladsimir Tschapelin             | 4 × 7,5 km Staffel  | 1:16:02,3 h | 5 (0+5)      | 13     |
| Mixed                                                                         |                     |             |              |        |
| Ljudmila Kalintschyk Nastassja Kinnunen Uladsimir Tschapelin Jauhen Abramenka | Mixed-Staffel       | 1:13:11,8 h | 9 (0+9)      | 09     |

### Freestyle-Skiing
| Sportler                | Disziplin | Qualifikation | Qualifikation | Qualifikation | Qualifikation | Finale        | Finale        | Finale        | Finale        | Finale        | Finale        |
| Sportler                | Disziplin | Sprung 1      | Sprung 1      | Sprung 2      | Sprung 2      | Sprung 1      | Sprung 1      | Sprung 2      | Sprung 2      | Sprung 3      | Sprung 3      |
| Sportler                | Disziplin | Punkte        | Platz         | Punkte        | Platz         | Punkte        | Platz         | Punkte        | Platz         | Punkte        | Platz         |
| ----------------------- | --------- | ------------- | ------------- | ------------- | ------------- | ------------- | ------------- | ------------- | ------------- | ------------- | ------------- |
| Frauen                  |           |               |               |               |               |               |               |               |               |               |               |
| Hanna Huskowa           | Aerials   | 044,08        | 22            | 052,60        | 15            | ausgeschieden | ausgeschieden | ausgeschieden | ausgeschieden | ausgeschieden | ausgeschieden |
| Ala Zuper               | Aerials   | 066,15        | 14            | 077,52        | 06            | 099,18        | 1             | 088,50        | 4             | 098,01        | Gold          |
| Männer                  |           |               |               |               |               |               |               |               |               |               |               |
| Dsmitryj Daschtschynski | Aerials   | 106,64        | 08            | 117,19        | 01            | 5             | 100,45        | 8             | ausgeschieden | ausgeschieden | ausgeschieden |
| Aljaksej Hryschyn       | Aerials   | 076,82        | 20            | 088,94        | 09            | ausgeschieden | ausgeschieden | ausgeschieden | ausgeschieden | ausgeschieden | ausgeschieden |
| Anton Kuschnir          | Aerials   | 107,52        | 07            | 115,38        | 02            | 119,03        | 2             | 115,84        | 3             | 134,50        | Gold          |
| Dsjanis Ossipou         | Aerials   | 081,86        | 17            | 111,05        | 05            | 099,36        | 9             | ausgeschieden | ausgeschieden | ausgeschieden | ausgeschieden |

### Shorttrack
| Sportler         | Disziplin  | Vorlauf      | Vorlauf | Halbfinale    | Halbfinale    | Finale        | Finale        | Rang |
| Sportler         | Disziplin  | Zeit         | Rang    | Zeit          | Rang          | Zeit          | Rang          | Rang |
| ---------------- | ---------- | ------------ | ------- | ------------- | ------------- | ------------- | ------------- | ---- |
| Frauen           |            |              |         |               |               |               |               |      |
| Wolha Talajewa   | 1500 Meter | 2:27,817 min | 6       | ausgeschieden | ausgeschieden | ausgeschieden | ausgeschieden | 32   |
| Männer           |            |              |         |               |               |               |               |      |
| Maksim Sjarhejeu | 1500 Meter | 2:19,505 min | 5       | ausgeschieden | ausgeschieden | ausgeschieden | ausgeschieden | 28   |

### Ski Alpin
| Sportler            | Disziplin          | Lauf 1      | Lauf 1 | Lauf 2        | Lauf 2        | Gesamt        | Gesamt |
| Sportler            | Disziplin          | Zeit        | Rang   | Zeit          | Rang          | Zeit          | Rang   |
| ------------------- | ------------------ | ----------- | ------ | ------------- | ------------- | ------------- | ------ |
| Frauen              |                    |             |        |               |               |               |        |
| Maryja Schkanawa    | Super-G            | –           | –      | –             | –             | DNF           | DNF    |
| Maryja Schkanawa    | Riesenslalom       | 1:26,79 min | 52     | 1:23,79 min   | 41            | 2:50,58 min   | 44     |
| Maryja Schkanawa    | Slalom             | 59,67 s     | 33     | 57,56 s       | 31            | 1:57,23 min   | 29     |
| Männer              |                    |             |        |               |               |               |        |
| Juryj Danilatschkin | Abfahrt            | –           | –      | –             | –             | 2:10,58 min   | 31     |
| Juryj Danilatschkin | Alpine Kombination | DNF         | DNF    | ausgeschieden | ausgeschieden | ausgeschieden | DNF    |
| Juryj Danilatschkin | Super-G            | –           | –      | –             | –             | 1:22,45 min   | 38     |
| Juryj Danilatschkin | Riesenslalom       | DNF         | DNF    | ausgeschieden | ausgeschieden | ausgeschieden | DNF    |
| Juryj Danilatschkin | Slalom             | DNF         | DNF    | ausgeschieden | ausgeschieden | ausgeschieden | DNF    |

### Skilanglauf
| Sportler                                                                   | Disziplin         | Zeit        | Rückstand    | Platz |
| -------------------------------------------------------------------------- | ----------------- | ----------- | ------------ | ----- |
| Frauen                                                                     |                   |             |              |       |
| Alena Sannikawa                                                            | 10 km klassisch   | 31:42,2 min | + 3:24,4 min | 43    |
| Alena Sannikawa                                                            | 15 km Skiathlon   | 44:09,7 min | + 5:36,1 min | 53    |
| Alena Sannikawa                                                            | 30 km Massenstart | 1:18:46,3 h | + 7:41,1 min | 42    |
| Männer                                                                     |                   |             |              |       |
| Sjarhej Dalidowitsch                                                       | 15 km klassisch   | 42:55,4 min | + 4:25,7 min | 53    |
| Sjarhej Dalidowitsch                                                       | 30 km Skiathlon   | 1:11:28,1 h | + 3:12,7 min | 34    |
| Sjarhej Dalidowitsch                                                       | 50 km Massenstart | 1:47:09,5 h | + 14,3 s     | 05    |
| Aljaksej Iwanou                                                            | 50 km Massenstart | 1:52:52,9 h | + 5:57,7 min | 46    |
| Aljaksandr Lasutkin                                                        | 15 km klassisch   | 42:45,1 min | + 4:15,4 min | 49    |
| Aljaksandr Lasutkin                                                        | 30 km Skiathlon   | 1:14:39,4 h | + 6:24,0 min | 55    |
| Michail Sjamjonau                                                          | 15 km klassisch   | 43:36,0 min | + 5:06,3 min | 59    |
| Michail Sjamjonau                                                          | 30 km Skiathlon   | 1:10:13,3 h | + 1:57,9 min | 24    |
| Michail Sjamjonau                                                          | 50 km Massenstart | 1:47:36,0 h | + 40,8 s     | 17    |
| Sjarhej Dalidowitsch Aljaksej Iwanou Aljaksandr Lasutkin Michail Sjamjonau | Staffel           | 1:34:40,1 h | + 5:58,1 min | 14    |

| Sportler              | Disziplin | Qualifikation | Qualifikation | Achtelfinale  | Achtelfinale  | Halbfinale    | Halbfinale    | Finale        | Finale        |
| Sportler              | Disziplin | Zeit          | Rang          | Zeit          | Rang          | Zeit          | Rang          | Zeit          | Rang          |
| --------------------- | --------- | ------------- | ------------- | ------------- | ------------- | ------------- | ------------- | ------------- | ------------- |
| Frauen                |           |               |               |               |               |               |               |               |               |
| Waljanzina Kaminskaja | Sprint    | 2:46,76 min   | 47            | ausgeschieden | ausgeschieden | ausgeschieden | ausgeschieden | ausgeschieden | ausgeschieden |
| Männer                |           |               |               |               |               |               |               |               |               |
| Michail Sjamjonau     | Sprint    | 3:42,93 min   | 48            | ausgeschieden | ausgeschieden | ausgeschieden | ausgeschieden | ausgeschieden | ausgeschieden |